# Línea 211 (Interurbanos Madrid)
La línea 211 de la red de autobuses interurbanos de Madrid une el área intermodal de Canillejas (Madrid) con Paracuellos de Jarama y la Urbanización Mesa del Monte.

## Características
Esta línea da servicio al casco urbano de Paracuellos de Jarama y continúa a las urbanizaciones Altos de Jarama y Mesa del Monte, con un recorrido que dura aproximadamente 30 minutos.
En marzo de 2012 cambió su cabecera original situada junto al metro de Ciudad Lineal, a la actual en la Estación de Canillejas cambiando su antigua denominación de 211 Madrid (Ciudad Lineal) - Paracuellos - Belvis a 211 Madrid (Canillejas) - Paracuellos - Belvis.
El 12 de diciembre de 2016 la línea se reorganizó coincidiendo con la creación de las líneas urbanas del municipio. Se suprimieron los servicios que llegaban a la Urbanización Mesa del Monte y Urbanización Altos de Jarama, siendo necesario el transbordo con otra línea interurbana para continuar el viaje hacia o desde Madrid junto con la línea urbana 1 que llega a las urbanizaciones.
El 29 de abril de 2019 la línea se reorganizó coincidiendo con la creación de la línea 213 y cambió de denominación a la actual 211 Madrid (Canillejas) - Paracuellos. Antes de la creación de la línea 213 la línea 211 era la única que comunicaba la localidad de Belvis del Jarama con Madrid.
Contaba con diferentes recorridos (sublíneas) que fueron reorganizados y absorbidos por diferentes líneas interurbanas y urbanas del municipio.
- 211 Madrid (Canillejas) - Paracuellos - Belvis: Recorrido idéntico a la anterior prolongación de la línea, transferido el 15 de abril de 2024 a la línea 213.
- 211 Madrid (Canillejas) - Belvis: Recorrido idéntico a la actual línea 213, sin paso por el casco urbano de Paracuellos.
- 211 Madrid (Canillejas) - Paracuellos (Urb. Mesa del Monte): Recorrido cubierto temporalmente por la línea urbana 1 sin trayecto directo desde Madrid con una línea interurbana. Este trayecto directo se retomó el 15 de abril de 2024.
- 211 Madrid (Canillejas) - Paracuellos (Miramadrid): Recorrido nocturno realizado las noches de viernes, sábados y vísperas de festivo, idéntico a la línea 212 antes de la creación de la línea N204.
- 211 Paracuellos - Madrid (Canillejas): Recorrido realizado entre el 12 de septiembre de 2016 y el 15 de abril de 2024 cuando no prestaba servicio a la Urbanización Mesa del Monte.
- 211 Polígono Industrial - Madrid (Canillejas): No existe actualmente ningún recorrido idéntico a este, se trataba de una reducción del recorrido que procedía de Belvis y no cruzaba el casco urbano de Paracuellos.

Se trata de una línea cuyo recorrido hasta el casco urbano de Paracuellos de Jarama es complementado por las líneas 212, 213 (fines de semana) y 256.
Hasta el 8 de julio de 2014, existía una parada dentro de Belvis del Jarama en la Plaza de la Libertad que servía de cabecera para aquellas expediciones prolongadas. Esta parada era 07352 - Plaza de la Libertad - Ayuntamiento. Además existían dos paradas alternativas en las inmediaciones de la Calle Mayor y el cruce con la Calle de la Ronda del Vivero. Las tres paradas fueron sustituidas por las actuales 19373 y 19374 situadas a las afueras de la Calle Mayor.
En julio de 2022 su cabecera en el casco urbano de Paracuellos de Jarama se vio alterada, finalizando la línea en la Calle Real (salvo las expediciones hacia Belvis) y no en el mirador Picón del Cura, hasta verano de 2023, cuando recuperó su cabecera original.
El 15 de abril de 2024, gracias a la demanda vecinal, se retomaron los servicios a la Urbanización Mesa del Monte y Altos de Jarama, eliminando así la necesidad del transbordo existente desde el 12 de diciembre de 2016. También se reorganizó la línea 213 para absorber todas las expediciones que alcanzaban la localidad de Belvis del Jarama de la línea 211.
Siguiendo la numeración de líneas del CRTM, las líneas que circulan por el corredor 2 son aquellas que dan servicio a los municipios situados en torno a la A-2 y comienzan con un 2. Aquellas numeradas dentro de la decena 210 corresponden a aquellas que circulan por Paracuellos de Jarama.
La línea mantiene los mismos horarios todo el año (exceptuando las vísperas de festivo y festivos de Navidad).
Está operada por la empresa ALSA mediante la concesión administrativa VCM-203 - Madrid - Paracuellos de Jarama - Valdeavero (Viajeros Comunidad de Madrid) del Consorcio Regional de Transportes de Madrid.
1. ↑  Deloitte. «Plan de Movilidad Urbana Sostenible en el municipio de Paracuellos de Jarama». Consultado el 12 de enero de 2024.
2. ↑  CRTM. «Plano de los transportes de Paracuellos de Jarama». Consultado el 12 de enero de 2024.
3. ↑  Noticias Paracuellos de Jarama. «Altos de Jarama recupera su autobús directo a Madrid suspendido desde 2016». Consultado el 11 de abril de 2024.
4. ↑  Paracuellos de Jarama. «Altos de Jarama recuperará el autobús con conexión directa con Madrid desde el próximo lunes 15 de abril». Consultado el 11 de abril de 2024.

### Sublíneas
Aquí se recogen todas las distintas sublíneas que ha tenido la línea 211. Como se ha mencionado, la línea ha contado con otras sublíneas diferentes antes de sus diversas reorganizaciones, actualmente dadas de baja. La denominación de sublíneas que utiliza el CRTM es la siguiente:
- Número de línea (211)
- Sentido de circulación (1 ida, 2 vuelta)
- Número de sublínea

Por ejemplo, la sublínea 211101 corresponde a la línea 211, sentido 1 (ida) y el número 01 de numeración de sublíneas creadas hasta la fecha.
Las sublíneas marcadas en negrita corresponden a sublíneas que actualmente se encuentran dadas de baja.
| Ida    | Ruta | Itinerario                    | Vuelta | Ruta | Itinerario                    |
| 211101 | -    | Madrid - Paracuellos          | 211201 | -    | Paracuellos - Madrid          |
| 211102 | b    | Madrid - Paracuellos - Belvis | 211202 | b    | Belvis - Paracuellos - Madrid |

## Horarios
| Lunes a viernes laborables              |                      |
| Madrid > Paracuellos                    | Paracuellos > Madrid |
| 05:50                                   | 05:55                |
| 06:10                                   | 06:25                |
| 06:40                                   | 06:55                |
| 07:10                                   | 07:25                |
| 07:40                                   | 07:55                |
| 08:10                                   | 08:20                |
| 08:40                                   | 08:50                |
| 09:20                                   | 09:20                |
| 09:50                                   | 10:00                |
| 10:20                                   | 10:30                |
| 10:50                                   | 11:00                |
| 11:20                                   | 11:30                |
| 11:50                                   | 12:00                |
| 12:20                                   | 12:30                |
| 12:50                                   | 13:00                |
| 13:20                                   | 13:30                |
| 13:50                                   | 14:00                |
| 14:20                                   | 14:30                |
| 14:50                                   | 15:00                |
| 15:20                                   | 15:30                |
| 15:50                                   | 16:00                |
| 16:20                                   | 16:30                |
| 16:50                                   | 17:00                |
| 17:20                                   | 17:30                |
| 17:50                                   | 18:00                |
| 18:20                                   | 18:30                |
| 18:50                                   | 19:00                |
| 19:20                                   | 19:30                |
| 20:00                                   | 20:00                |
| 20:30                                   | 20:40                |
| 21:00                                   | 21:10                |
| 21:30                                   | 21:40                |
| 22:00                                   | 22:10                |
| 22:25                                   | 22:40                |
| 22:50                                   | 23:05                |
| 23:15                                   | 23:30                |
| 23:40                                   |                      |
| Sábados laborables, domingos y festivos |                      |
| Madrid > Paracuellos                    | Paracuellos > Madrid |
| 07:50                                   | 07:00                |
| 09:30                                   | 08:40                |
| 11:20                                   | 10:20                |
| 13:00                                   | 12:00                |
| 14:40                                   | 13:40                |
| 16:20                                   | 15:20                |
| 18:20                                   | 17:00                |
| 19:40                                   | 18:40                |
| 21:20                                   | 22:00                |
| 23:00                                   | 23:40                |

## Material móvil
| Marca         | Modelo                        | Año         | Combustible               |
| ------------- | ----------------------------- | ----------- | ------------------------- |
| Mercedes-Benz | OC500RF/1836 (n.º 3096)       | 2011        | Diésel                    |
| Scania        | Interlink (n.º 10339 y 10340) | 2019        | Gas natural licuado (GNL) |
| Scania        | K320EB6x2NI                   | 2021 y 2022 | Híbrido                   |

## Recorrido y paradas

### Sentido Paracuellos
La línea tiene su cabecera en la confluencia de la Calle de Alcalá y la Calle de Josefa Valcárcel, donde se ubica el Área Intermodal de Canillejas. En dicho Área, tienen su cabecera numerosas línea urbanas e interurbanas, además de múltiples pasantes.
La línea sigue su recorrido por la Avenida de Logroño (8 paradas) atravesando los barrios de Alameda de Osuna y Corralejos y el casco histórico de Barajas, saliendo del mismo por la carretera M-113 (Barajas-Paracuellos). En esta carretera tiene 4 paradas, la primera antes de abandonar el término municipal de Madrid.
La línea entra en el casco urbano de Paracuellos de Jarama por la Calle Real (1 parada). Dentro del mismo circula por la Ronda de la Fuente (1 parada), la Calle del Chorrillo Alta (1 parada). Desde aquí continúa por la Calle del Portillo Romero hacia la Urbanización Altos de Jarama y Urbanización Mesa del Monte. Realiza en esta calle 2 paradas, continuando por la Avenida de la Mesa del Monte (3 paradas) finalizando en la intersección con la Avenida de la Virgen de la Soterraña
| Código | Zona | Localidad             | Denominación                                                       | Ubicación                          | Líneas de la parada                          | Metro      |
| ------ | ---- | --------------------- | ------------------------------------------------------------------ | ---------------------------------- | -------------------------------------------- | ---------- |
| 18095  |      | Madrid                | Canillejas - Área Intermodal                                       | Calle de Josefa Valcárcel Nº152    | 18095 A 212 256 N204 18095 B 211 18095 C 213 | Canillejas |
| 07324  |      | Madrid                | Avenida de Logroño - Paseo de la Alameda de Osuna                  | Avenida de Logroño Nº6A            | 211 212 213 256 827 828 N204                 |            |
| 07325  |      | Madrid                | Avenida de Logroño - Calle de los Jardines de Aranjuez             | Avenida de Logroño Nº36            | 211 212 213 256 827 N204                     |            |
| 07326  |      | Madrid                | Avenida de Logroño - Parque de El Capricho                         | Avenida de Logroño Nº40B           | 211 212 213 256 827 N204                     |            |
| 07327  |      | Madrid                | Avenida de Logroño - Alameda de Osuna                              | Avenida de Logroño Nº189           | 211 212 213 256 827 N204                     |            |
| 4922   |      | Madrid                | Avenida de Logroño - Calle de Tintín y Milú                        | Avenida de Logroño Nº227C          | 105 112 115 N4 211 212 213 256 827 N204      |            |
| 1313   |      | Madrid                | Avenida de Logroño - Calle del Marqués de Berna                    | Avenida de Logroño Nº243           | 105 112 115 N4 211 212 213 256 827 N204      |            |
| 1315   |      | Madrid                | Avenida de Logroño - Calle de Ariadna                              | Avenida de Logroño Nº96            | 105 115 166 N4 211 212 213 256 827 N204      |            |
| 1321   |      | Madrid                | Avenida de Logroño - Calle de Algemesí                             | Avenida de Logroño Nº130           | 105 115 166 211 212 213 256 827 N204         |            |
| 07333  |      | Madrid                | Avenida de Logroño - Plaza de Pajarones                            | Avenida de Logroño Nº162           | 211 212 213 256 263 827 N204                 | Barajas    |
| 07335  |      | Madrid                | Carretera M-111 - Depuradora de Valdebebas                         | M-111 km. 3                        | 211 212 213 256 263 N204                     |            |
| 07336  |      | Paracuellos de Jarama | Carretera M-113 - Residencial Jarama                               | M-113 km. 0,1                      | 210 211 212 213 256 N204                     |            |
| 07337  |      | Paracuellos de Jarama | Carretera M-113 - Residencial Nuevo Amanecer                       | M-113 km. 0,5                      | 210 211 212 213 256 N204                     |            |
| 07338  |      | Paracuellos de Jarama | Carretera M-113 - Navegación Aérea                                 | M-113 km. 1,2                      | 210 211 212 213 256 N204                     |            |
| 15767  |      | Paracuellos de Jarama | Calle Real - Calle Atarre                                          | Calle Real Nº25                    | 210 211 212 213 256 N204 1 2                 |            |
| 07339  |      | Paracuellos de Jarama | Calle de la Ronda de la Fuente - Calle Ajalvir                     | Calle de la Ronda de la Fuente Nº3 | 211 213 1 2                                  |            |
| 11482  |      | Paracuellos de Jarama | Calle Real de Burgos - Calle Eras de Chamberí                      | Calle Real de Burgos Nº76          | 211 1 2                                      |            |
| 20026  |      | Paracuellos de Jarama | Avenida del Portillo Romero - Calle de la Flor de lis              | Avenida del Portillo Romero Nº12   | 211 1                                        |            |
| 10801  |      | Paracuellos de Jarama | Avenida del Portillo Romero - Urbanización Pulido                  | Avenida del Portillo Romero Nº3    | 211 1                                        |            |
| 10802  |      | Paracuellos de Jarama | Avenida de la Mesa del Monte - Urbanización Pulido                 | Avenida de la Mesa del Monte Nº21  | 211 1                                        |            |
| 10803  |      | Paracuellos de Jarama | Avenida de la Mesa del Monte - Urbanización Altos del Jarama       | Avenida de la Mesa del Monte Nº16  | 211 1                                        |            |
| 20077  |      | Paracuellos de Jarama | Avenida de la Mesa del Monte - Calle de las Higueras de Valtibáñez | Avenida de la Mesa del Monte Nº36  | 2111                                         |            |

1. ↑  A efectos de nomenclatura, para las líneas de la EMT esta parada se llama Avenida de Logroño - Polideportivo
2. ↑  A efectos de nomenclatura, para las líneas de la EMT esta parada se llama Avenida de Logroño - Calle de San Severo
3. 1 2 3  Sólo permite el descenso de viajeros

### Sentido Madrid (Canillejas)
El recorrido de vuelta es igual al de ida pero en sentido contrario.
| Código | Zona | Localidad             | Denominación                                                       | Ubicación                         | Líneas de la parada                          | Metro      |
| ------ | ---- | --------------------- | ------------------------------------------------------------------ | --------------------------------- | -------------------------------------------- | ---------- |
| 20076  |      | Paracuellos de Jarama | Avenida de la Mesa del Monte - Calle de las Higueras de Valtibáñez | Avenida de la Mesa del Monte Nº61 | 211 1                                        |            |
| 20078  |      | Paracuellos de Jarama | Avenida de la Mesa del Monte - Urbanización Altos del Jarama       | Avenida de la Mesa del Monte Nº45 | 211 1                                        |            |
| 10804  |      | Paracuellos de Jarama | Avenida de la Mesa del Monte - Urbanización Pulido                 | Avenida de la Mesa del Monte Nº17 | 211 1                                        |            |
| 10805  |      | Paracuellos de Jarama | Avenida del Portillo Romero - Urbanización Pulido                  | Avenida del Portillo Romero Nº1   | 211 1                                        |            |
| 20027  |      | Paracuellos de Jarama | Avenida del Portillo Romero - Calle de la Flor de lis              | Avenida del Portillo Romero Nº10  | 211 1                                        |            |
| 07340  |      | Paracuellos de Jarama | Calle del Chorrillo Alta - Calle Eras de Chamberí                  | Calle del Chorrillo Alta Nº62     | 211 213 1 2                                  |            |
| 07341  |      | Paracuellos de Jarama | Plaza de la Constitución - Calle del Chorrillo Alta                | Calle del Chorrillo Alta Nº13     | 211 213 1 2                                  |            |
| 15766  |      | Paracuellos de Jarama | Calle Real - Calle Ronda de las Cuestas                            | Calle Ronda de las Cuestas Nº2    | 210 211 212 213 256 N204                     |            |
| 07342  |      | Paracuellos de Jarama | Carretera M-113 - Navegación Aérea                                 | M-113 km. 1,3                     | 210 211 212 213 256 N204                     |            |
| 07343  |      | Paracuellos de Jarama | Carretera M-113 - Residencial Nuevo Amanecer                       | M-113 km. 0,8                     | 210 211 212 213 256 N204                     |            |
| 07344  |      | Paracuellos de Jarama | Carretera M-113 - Residencial Jarama                               | M-113 km. 0,1                     | 210 211 212 213 256 N204                     |            |
| 07361  |      | Madrid                | Carretera M-111 - Depuradora de Valdebebas                         | M-111 km. 3                       | 211 212 213 256 263 N204                     |            |
| 07363  |      | Madrid                | Avenida de Logroño - Estación de Barajas                           | Avenida de Logroño Nº162          | 211 212 213 827 N204                         | Barajas    |
| 1322   |      | Madrid                | Avenida de Logroño - Calle de Algemesí                             | Avenida de Logroño Nº323          | 105 115 166 211 212 213 256 827 N204         |            |
| 1316   |      | Madrid                | Avenida de Logroño - Calle de Ariadna                              | Avenida de Logroño Nº303          | 105 115 166 N4 211 212 213 256 827 N204      |            |
| 1314   |      | Madrid                | Avenida de Logroño - Calle del Marqués de Berna                    | Avenida de Logroño Nº243          | 105 112 115 N4 211 212 213 256 827 N204      |            |
| 4921   |      | Madrid                | Avenida de Logroño - Calle de Benifayó                             | Avenida de Logroño Nº225          | 105 112 115 N4 211 212 213 256 827 N204      |            |
| 07384  |      | Madrid                | Avenida de Logroño - Alameda de Osuna                              | Avenida de Logroño Nº179          | 211 212 213 256 827 N204                     |            |
| 07385  |      | Madrid                | Avenida de Logroño - Parque de El Capricho                         | Avenida de Logroño Nº40A          | 211 212 213 256 827 N204                     |            |
| 07386  |      | Madrid                | Avenida de Logroño - Calle de los Jardines de Aranjuez             | Avenida de Logroño Nº34           | 211 212 213 256 827 N204                     |            |
| 07396  |      | Madrid                | Avenida de Logroño - Paseo de la Alameda de Osuna                  | Avenida de Logroño Nº29           | 165 211 212 213 256 827 828 N204             |            |
| 18095  |      | Madrid                | Canillejas - Área Intermodal                                       | Calle de Josefa Valcárcel Nº152   | 18095 A 212 256 N204 18095 B 211 18095 C 213 | Canillejas |

1. ↑  A efectos de nomenclatura, para las líneas de la EMT esta parada se llama Avenida de Logroño - Calle de San Severo
2. ↑  A efectos de nomenclatura, para las líneas de la EMT esta parada se llama Avenida de Logroño - Polideportivo
3. ↑  A efectos de nomenclatura, para las líneas de la EMT esta parada se llama Avenida de Logroño - Canillejas